# Девід Хей
Девід Хей (англ. David Haye;нар. 13 жовтня 1980, Ламбет, Лондон, Велика Британія) — британський спортсмен, професійний боксер. Чемпіон світу у першій важкій ваговій категорії за версієями WBA, WBC, The Ring (2007 — 2008 роки), WBO (2008) та у важкій ваговій категорії за версією WBA (2009 — 2011 роки). Срібний призер чемпіонату світу серед любителів (2001).

## Аматорська кар'єра
У віці 18 років Хей взяв участь в чемпіонаті світу 1999, на якому в напівважкій вазі зазнав поразки в 1/8 фіналу 2-8 від американця Майкла Сіммса, який і став чемпіоном. Через невдалий виступ на чемпіонаті світу, який був відбірковим, Хей не потрапив на Олімпіаду 2000.
2001 року на чемпіонаті світу Хей завоював срібну медаль в важкій вазі. В чвертьфіналі Хей переміг Себастьяна Кебера (Німеччина) — 21-18; в півфіналі здолав В'ячеслава Узелкова (Україна) — 25-15; а в фіналі, ведучи в рахунку після першого раунду з різницею 7 очок, програв технічним нокаутом в третьому раунді Одланьєру Солісу.

## Професійна кар'єра
8 грудня 2002 року провів перший професійний бій.
14 листопада 2003 року в бою проти Тоні Доулінга Хей, нокаутувавши суперника, завоював вакантний титул чемпіона Англії за версією BBBofC.
10 вересня 2004 року в бою за титул чемпіона за версією IBO Девід Хей зустрівся з 40-річним екс-чемпіоном світу за версією WBO британцем Карлом Томпсоном. Бій закінчився в 5 раунді технічним нокаутом Хея, який зазнав першої в профікар'єрі поразки.
16 грудня 2005 року в бою проти українця Олександра Гурова нокаутом в першому раунді Девід Хей виборов звання чемпіона Європи за версією EBU, після чого провів три вдалих захиста.

### Хей проти Мормека
10 листопада 2007 року Хей зустрівся в бою з чемпіоном світу в першій  важкій вазі за версіями WBC та WBA французом Жан-Марк Мормеком. В четвертому раунді Мормек провів двійку в голову, потрясши Хея, а наступним ударом надіслав в нокдаун. Але француз не зумів добити претендента. А в сьомому раунді вже Хей надіслав в нокдаун Мормека. Той піднявся на рахунок 8, але рефері, оцінивши його стан, зупинив поєдинок. Хей став чемпіоном світу.

### Хей проти Макарінеллі
8 березня 2008 року відбувся об'єднавчий бій між чемпіоном WBC та WBA Девідом Хеєм і чемпіоном WBO Енцо Макарінеллі (Британія). Вже в другому раунді Хей зумів збити суперника з ніг. Рефері відрахував увесь відведений час, але зрозумівши, що Макарінеллі не в змозі продовжувати бій, зупинив поєдинок.

### Перехід до важкої ваги
Хей заволодів третім титулом, але вже за кілька місяців звільнив їх усі, оголосивши про перехід у важку вагову категорію. 15 листопада 2008 року Хей встиг надіслати колумбійця Монте Барретта в нокдаун п'ять разів, перш ніж рефері в п'ятому раунді після останнього нокдауну зупинив бій.

### Хей проти Валуєва
На початку 2009 року було багато розмов про те, що наступним суперником Хея стане один із братів Кличко, та в липні британець обрав собі в суперники чемпіона WBA росіянина Миколу Валуєва.
Поєдинок між Девидом Хеєм і Миколою Валуєвим відбувся 7 листопада 2009 року. Росіянин з перших секунд бою захопив центр рингу, намагаючись скористатися своїми габаритами, але не знайшов протидію швидкості і рухливості британця, який після нанесення одного-двох ударів відходив на безпечну відстань, не даючи змоги російському велетню поцілити в себе. Незважаючи на те, що Валуєв виглядав непереконливо в кожному раунді, один суддя нарахував нічию 114-114, а двоє інших віддали перемогу Хею з рахунком 116-112. Хей став чемпіоном світу в другій категорії, а Валуєв після цієї поразки завершив виступи.
3 квітня 2010 року в першому захисті титулу Хей провів бій проти екс-чемпіона світу американця Джона Руїса. Руїс з перших секунд пішов вперед, намагаючись захопити ініціативу, але Хей вдало контатакував, надсилаючи американця в нокдаун в першому, п'ятому, шостому раундах, і в дев'ятому раунді секунданти Руїса просигналізували про відмову від продовження бою.
13 листопада 2010 року Хей провів бій проти 39-річного співвітчизника олімпійського чемпіона 2000 Одлі Гаррісона. Бій передбачувано закінчився швидкою перемогою Хея.

### Хей проти Володимира Кличка
2 липня 2011 року у Гамбурзі відбувся довгоочікуваний об'єднувальний бій Девід Хей —  Володимир Кличко. Бій пройшов в суперництві на дальній дистанції. Кличко не форсував події, працюючи переважно джебом. Хей намагався контраатакувати, але виходило у нього не досить вдало. Цього разу швидкість не допомогла британцю, і він втратив свій титул чемпіона за версією WBA.
Після поразки від Володимира Кличка і відмови від негайного бою з Хеєм Віталія Кличка у жовтні 2011 року Хей повідомив Британську комісію з питань боксу (BBBofC), що не буде продовжувати боксерську ліцензію, але 18 лютого 2012 року на прес-конференції після бою Віталій Кличко — Дерек Чісора стався конфлікт між Хеєм і Чісорою, і бійці вирішили з'ясувати стосунки в ринзі. Поєдинок, який відбувся 14 липня 2012 року, завершився технічним нокаутом Чісори в п'ятому раунді. Цей бій не був визнаний офіційно більшістю боксерських організацій, а Британська комісія з питань боксу (BBBofC) погрожувала організаторам бою Хей — Чісора санкціями, але пізніше поєдинок включили до офіційної статистики боксерів.

## Промоутерська діяльність
У грудні 2015 року Девід Хей отримав промоутерську ліцензію і провів у 2016 — 2018 роках ще чотири поєдинки, в організації яких брав участь. А у жовтні 2018 року став менеджером свого колишнього суперника Дерека Чісори.

## Спортивні вподобання
Девід Хей вболіває за футбольну команду з рідного району — «Міллуолл».